# Cummingtonita
La cummingtonita es un mineral del grupo de los silicatos, subgrupo inosilicatos y dentro de ellos pertenece a los anfíboles monoclínicos. Es un silicato de hierro y magnesio, con aspecto de agregados bacilares color castaño. Es polimorfo de la antofilita, con su misma composición química pero distinto sistema cristalino.
En realidad, cummingtonita es el término intermedio de una serie de solución sólida con cantidades de hierro y magnesio sustituibles entre sí, de forma que toda la serie se denomina con este nombre. En un extremo de la serie estará la magnesiocummingtonita (Mg7Si8O22(OH)2) y en el otro extremo la grunerita (Fe7Si8O22(OH)2).

## Etimología
El término procede de la ciudad de Cummington, en Massachusetts (EE. UU.), donde fue descrito por primera vez en 1824. Sinónimos en español muy poco usados son antolita y kievita.

## Ambiente de formación
Aparece en rocas metamórficas, tanto metamorfismo de contacto como regional, de facies de esquistos verdes o eclogitas esquistos azules. También se puede encontrar como mineral primario en algunas dioritas, gabros y noritas.
Minerales asociados a la cummningtonita en todas estas rocas son hornblenda, antofilita, actinolita, tremolita, arfvedsonita, glaucofana, cuarzo y granate.

## Localización, extracción y uso
Yacimientos importantes de este mineral se encuentran en Massachusetts, Dakota del Sur y Wisconsin (EE. UU.), en Labrador (Canadá), Japón, Escocia, Finlandia, Noruega y Suecia. En España se encuentra en Belmonte de Miranda (Asturias), Níjar (Almería), Puentedeume (La Coruña), Tordera (Barcelona) y Ojén (Málaga).
La cummingtonita no tiene uso comercial, sólo interés científico y coleccionístico.